# 凯风网
凯风网是由中国反邪教协会建立、由正心文化发展有限公司运营的网站。

## 背景
營運凱風網名義的「大地阳光文化发展有限公司」，2015年更名為「正心文化發展有限公司」。中央610辦公室成立的「中國反邪教網」，則由中国公安部下屬「大地阳光文化发展中心」運營。青海省凯风网又叫青海反邪教网，主页顶端标明由青海省610办公室主管。
中国政府設置多個黨政機關單位鎮壓法轮功，主要包括：
1. 1999年6月成立的中央處理法輪功問題領導小組及中央610辦公室，直接受中共政治局管轄。中央610辦公室是一支編外便衣保安部隊，專門鎮壓法輪功宗教團體。領導小組制定政策，610辦公室負責執行。至2011年，610辦公室有約15000名工作人員，分布全國、省級和縣級各辦事處，610辦公室於2017年成立「中國反邪教網」。2018年3月19日中国宣布裁併（撤銷）該領導小組與相關的610辦公室，職責被劃分到中央政法委和公安部。[8]
2. 公安部反邪教局（二十六局），該局與中央610辦公室同樣成立於1999年，是從解放軍、公安部和國家宗教事務局的一些機構調配人員歸併成立。[8] 2013年公安部国保局（一局）与二十六局整合，孙力军任一局局长兼二十六局局长，因中央610办公室主要业务在二十六局开展，孙力军又兼任中央610办公室副主任。2020年4月，孙力军落马被查，2021年被宣布双开。[9][10]
3. 中國反邪教協會，2000年11月成立，[8]旗下成立「凱風網」[4]。

泸县人民政府公众信息网一份政府文件显示，中央610办公室以民间方式开办凯风网批法轮功，省、市、县将为凯风网撰稿列入目标考核。
而山东滕州政法委网站曾宣布，被凯风网采用刊登的宣传稿件“字数（按版面计数）超过500字的，每篇奖励500元人民币；不足500字的，按400元奖励”。
自由之家人權組織分析師庫克指出，凱風網是由中國反邪教協會建立，曾刊登例如「轉化」法輪功學員的關鍵策略；「轉化」是中国政府消滅法輪功運動過程的核心組成部分，包括通常使用暴力、心裡操控與虐待，以強迫人放棄信仰。
2013年起，由中央610办公室、司法部、全國普法辦公室聯合主辦，法制網、凱風網等協辦的反邪教法制知識競賽在線答題活動，在中國各地舉行，中國政府各單位被上級要求配合支持江蘇省蘇州市工業園區管理委員會則稱活動是由凱風網獨家承辦。中华人民共和国外交部驻澳门特别行政区特派员公署、黑龍江省大慶市政府網、東北石油大學網等官方網站將凱風網加入官網鏈接。

## 外部連結
- （简体中文）凯风网官方主頁（页面存档备份，存于）